# 広島県道450号内堀備後八幡停車場線
広島県道450号内堀備後八幡停車場線（ひろしまけんどう450ごう うつぼりびんごやわたていしゃじょうせん）は、広島県庄原市を通る一般県道である。

## 概要
庄原市東城町内堀からJR西日本芸備線 備後八幡駅に至る。現在JR西日本芸備線 備後八幡駅付近で改良工事実施中。完成後は区域変更などがあるものと思われる。

### 路線データ
- 起点：庄原市東城町内堀（広島県道448号下千鳥小奴可停車場線交点）
- 終点：庄原市東城町菅（JR西日本芸備線 備後八幡駅前、広島県道237号備後八幡停車場線起点）
- 総延長：約9.4 km

## 路線状況

### 重複区間
- 広島県道237号備後八幡停車場線（庄原市東城町菅）

## 地理

### 通過する自治体
- 庄原市

### 交差する道路
| 交差する道路                               | 交差する場所 | 交差する場所 |
| ------------------------------------------ | ------------ | ------------ |
| 広島県道448号下千鳥小奴可停車場線          | 東城町内堀   | 起点         |
| 広島県道237号備後八幡停車場線 重複区間起点 | 東城町菅     |              |
| 広島県道237号備後八幡停車場線 重複区間終点 | 東城町菅     | 終点         |

### 交差する鉄道
- 芸備線

### 沿線
- JR西日本芸備線
  - 内名駅 - 備後八幡駅